# Arturo Barrientos
Víctor Arturo Barrientos Vásquez es un guitarrista,
cantante, músico, productor y compositor peruano apasionado por el rock y el pop.
A inicios de la década de los 80s ya tenía una exitosa carrera como guitarrista y productor. En 1987  ganaría fama internacional con su grupo de rock Autocontrol llegando hasta la MTV de esos años, es el creador de la banda Autocontrol, compositor de todas las canciones de dicha banda.

## Historia
Nació en Lima Perú, un 12 de enero. A los 17 años, se inició en la carrera artística en el distrito de Chosica, creando su primer grupo musical con sus hermanos quienes llegaron a ser muy solicitados en los eventos de la cálida localidad chosicana. Al cumplir la mayoría de edad, ingresa a tres instituciones educativas a la vez: Conservatorio Nacional de Música, Universidad Ricardo Palma llegando a ser bachiller en contabilidad en el ICPNA, donde se graduó como profesor de inglés. Época en la que también crea su primera banda de rock New Station en el distrito donde se inició.
En 1980 empezó su carrera profesional como arreglista, productor de jingles publicitarios y locutor profesional debutando leyendo noticias en la Radio Stereo Lima 100 primera emisora FM en el Perú.  Paralelamente llegó a ser director musical de los estudios “Audiovicentro”, de Sandro Li Rosi y Víctor Cuadra (padre del productor Jaime Cuadra).
En 1982, trabajó junto al recordado Joe Danova o Javier Zignago (padre del reconocido cantante Gianmarco) llegando a ser productor y director musical de la productora publicitaria “Studio 100” de Richard Ajello; fundador del Instituto de Producción Musical “Orson Wells”.
Su talento artístico lo logró ubicar entre los mejores productores de jingles publicitarios más solicitados de la época. Su creatividad musical no solamente era plasmada en los estudios de grabación sino también en los escenarios artísticos a través de todo el país.  Llegando a ser parte de la orquesta internacional Santiago Silva y Hnos. 
En 1982, realiza su primera gira internacional como guitarrista acompañando al grupo vocal norteamericano Los Platters, con quienes visitaron, Ecuador, Colombia, Costa Rica, y México. Llegando a trabajar también en la misma gira con el gran Nelson Ned.
En 1984 decidió partir a Nueva York. Luego de dos años de supervivencia en USA, Arturo comparte sus horas de trabajo con estudios de canto, ingeniería de audio y composición en los talleres de “Manhattan School of Music” de Nueva York.
A fines de 1986 crea su grupo de rock “Autocontrol” convocando a Jorge Baglietto para que sea el cantante del grupo. Luego de su gran éxito y extensas giras por el Perú, Colombia, Centroamérica y México; Arturo y Jorge deciden tomar un descanso de autocontrol en mayo de 1990.
Con la ayuda de Jorge Baglietto, Arturo llegó a trabajar en las Naciones Unidas desde 1987 hasta 1992. Luego de retirarse de la ONU en 1993, crea su compañía de producciones publicitarias “Comunicando Productions”, realizadora de anuncios de Radio y Televisión donde hasta la actualidad se desempeña como director creativo, productor y locutor comercial, el cual le ha permitido ser licenciatario portador de la Marca Perú recibido de Promperu. 
Arturo supo balancear su rol al frente de su empresa Comunicando Productions y su pasión por la música llegando a ser director musical del Festival de la Canción OTI representando a la Cadena Univisión de Nueva York por 3 años consecutivos en 1992, 93 y 94. Este logro le permitió ser nombrado director musical de los famosos premios ACE de Nueva York puesto que desempeñó desde 1993 hasta 2005.
Su reputación como productor, compositor y director musical lo ha llevado a trabajar con superestrellas internacionales como Celia Cruz, Tito Puente, Proyecto 1, Vico C, el Grupo Niche, Los Kjarkas, Tito Rojas, La India entre otros lo cual le permitió ser recomendado y aceptado al Recording Academy de los premios Grammy como miembro votante en el 2003. 
2010 se constituyó como el año más importante de su carrera artística. Su talento le dio la satisfacción de ser parte la banda sonora de la película peruana nominada al Óscar; “La Teta Asustada”, aportando dos producciones realizadas con el legendario grupo Los Pakines.
Su extensa experiencia en el campo de la producción artística le permitió también en el 2010; que la cadena nacional Univision le encargara el proyecto de producir el musical para televisión de Shakira para la telemaratón “Unidos por Haiti”, trabajo que realizó con gran éxito recibiendo el elogio de la cadena, la propia Shakira y managers. 
Y como si fuera poco, en el mismo año 2010, Arturo Barrientos ganó el Premio Emmy en la categoría de especialidad de composición y producción musical por su trabajo realizado para la cadena Univison componiendo el jingle del 41 aniversario del Canal 41 de Nueva York el cual lo produjo con los legendarios músicos de Johnny Pacheco y Fania All Stars. 
Este logro, también le deparó grandes satisfacciones en el Perú, donde recibió el premio “Orgullo Peruano” que le fue entregado en el seno del Congreso Peruano. También recibió reconocimientos de instituciones como el Icpna, Orson Welles, y el Grupo Radial RPP
En el 2013, Arturo logró un importante reconocimiento del PANC; Peruvian American National Council de Washington D. C.; quien le entregó un galardón por su trayectoria profesional en Estados Unidos en la Casa Blanca junto al maestro Oscar Aviles y el actor Carlos Alcantara. 
En el 2014, Arturo fue convocado por la empresa SBS Entertainment para ser el director Musical y músico de la banda que acompañó a los artistas Luis Fonsi, Pablo Alborán, Gloria Trevi, Natalia Jiménez, Ricardo Montaner entre otros en el concierto “Amor a Nuestra Música” el 5 de diciembre en el Nassau Coliseum de Long Island, NY. 
En el mes de abril de 2015, Arturo logró conseguir una de sus metas más codiciadas; actuar en el Madison Square Garden. SBS Entertainment lo convocó nuevamente esta vez para acompañar con su banda de rock a la superestrella mexicana Alejandra Guzmán.
Arturo Barrientos está cerca de celebrar los 25 años al frente de su productora Comunicando Productions, cuyos clientes más importantes son la cadena Univisión, Goya Foods, Tropical Cheese, Chuck’e Cheese, Telemundo, SBS Entertainment, HBO Latino, entre otros.
En la actualidad, Arturo ha regresado a los escenarios con su nueva banda VERTTIGO cantando junto a su hijo Paul. En 2016 Verttigo logró el premio Fox Music USA en Houston como banda revelación y en Miami lograron el premio TUMI de ORO.

## Discografía
Con Autocontrol
- Sueños (CBS 1987)
- ...y no estas (Sony Music 2001)